# San Mateo, Tejupilco
San Mateo är en ort i kommunen Tejupilco i delstaten Mexiko i Mexiko. Samhället hade 74 invånare vid folkräkningen 2020.